# Langbardaland
Langbardaland (av langobarder i betydelsen de långskäggiga) var under vikingatiden nordbornas benämning på vad som i dag ungefär utgör Italien (jämför Lombardiet). Några runstenar i Mälardalen, bland annat U133, låter berätta om nordiska män som varit på resa i österled och dött i Langbardaland. Några av dessa kan ha ingått i väringagardet, den vaktstyrka som tjänade hos kejsaren i Konstantinopel.